# Дежурный по переезду

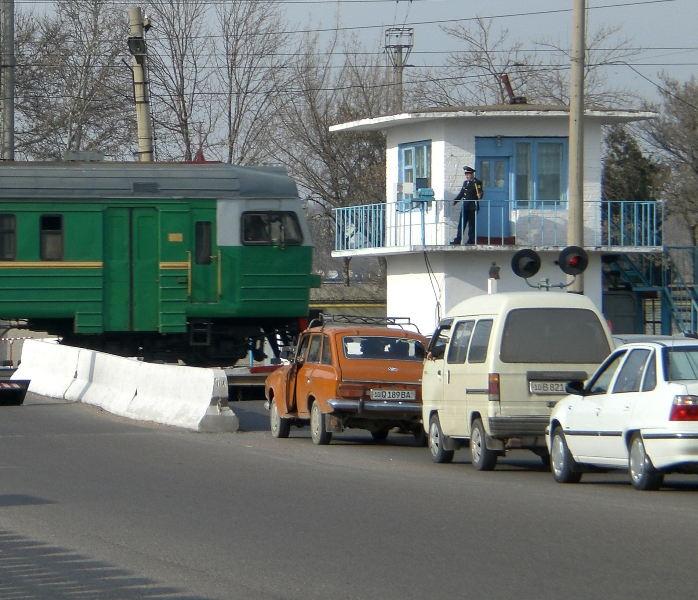
Дежурный по переезду встречает электропоезд

Дежу́рный по перее́зду (сокращение: ДПП) — работник, обеспечивающий безопасное движение поездов и транспорта (в том числе гужевого или вьючного), а также прогон скота через охраняемые железнодорожные переезды.

## Права и обязанности
Дежурный по переезду обязан обеспечивать безопасное движение поездов и транспорта, следить за исправностью шлагбаумов, светофорной сигнализации. В случаях угрозы безопасности движения поездов, должен подавать сигналы остановки поезда. Дежурный по переезду подчиняется бригадиру пути (ПДБ).
Дежурный обязан содержать 50 метров пути в обе стороны от переезда в хорошем состоянии (оправлять балласт, убирать мусор и снег и т. д.). На полуавтоматических переездах дежурный, кроме того, сам открывает шлагбаумы. Дежурные по переезду также должны встречать поезда (см. изображение), следить за технической исправностью проходящего железнодорожного состава и обеспечивать безопасное проследование его по переезду.